# Antônio da Silva
Antônio da Silva (Rio de Janeiro, 13 de junho de 1978) é um ex-futebolista brasileiro que atuava como meio-campista.

## Títulos
Stuttgart
- Campeonato Alemão: 2006–07

Basel
- Campeonato Suíço: 2009–10
- Copa da Suíça: 2009–10

Borussia Dortmund
- Campeonato Alemão: 2010–11, 2011–12
- Copa da Alemanha: 2011–12